# Парли, Флоранс
Флора́нс Парли́ (фр. Florence Parly; род. 8 мая 1963) — французская бизнес-леди и политик, министр Вооружённых сил Франции (2017—2022).

## Биография
В 1985—1987 годах училась в Национальной школе администрации.
С 1987 года работала в Бюджетном управлении Министерства финансов Франции в должности гражданского администратора (administratrice civil), участвовала в создании ведомств по обеспечению минимального дохода (RMI) и социальному страхованию (CSG). В 1995 году вступила в Социалистическую партию, в 1997-м стала советником по бюджетным вопросам в канцелярии премьер-министра Лионеля Жоспена.
С 2000 по 2002 годы — государственный секретарь по бюджету в правительстве Жоспена. В 2002 году проиграла выборы в Национальное собрание в департаменте Йонна.
В 2004—2006 годах — депутат регионального совета Бургундии.
В 2007 году поддержала инициативу представительницы левого крыла социалистов Мари-Ноэль Линеманн по созданию дискуссионного клуба «Gauche avenir» (фр., Левое будущее).
В 2005—2014 годах работала в авиакомпании Air France, где выросла до должности заместителя генерального директора. В 2014 году ушла в SNCF Voyageurs, где с 2016 года стала генеральным директором.
С 1 июня 2012 по 7 июля 2017 года являлась независимым директором Altran Technologies, а с 3 мая 2012 года — Ingenico Group. С 3 января по 4 июля 2017 года — независимый член совета директоров Zodiac Aerospace.
21 июня 2017 года назначена министром Вооружённых сил во втором правительстве Эдуара Филиппа.
Через несколько дней после назначения оставила руководящие должности в Zodiac Aerospace, Altran и Ingenico во избежание конфликта интересов.
13 июля 2019 года президент Эмманюэль Макрон объявил о намерении сформировать к сентябрю текущего года Военно-космические силы Франции по инициативе министра Вооружённых сил Флоранс Парли.
6 июля 2020 года при формировании правительства Кастекса сохранила прежнюю должность.
21 апреля 2021 года в издании Valeurs Actuelles опубликовано обращение к президенту Макрону с призывом защитить патриотизм и преодолеть раскол во французском обществе (документ подписали два десятка отставных генералов, около ста старших офицеров и ещё около тысячи военнослужащих, среди которых 18 человек к моменту публикации обращения находились на военной службе, включая четырёх офицеров). 27 апреля 2021 года Парли потребовала привлечь к ответственности за вмешательство в политику как действующих военных из числа подписавших обращение, так и находящихся в резерве.
Вечером 9 мая 2021 года на сайте того же журнала опубликовано новое обращение к президенту, министрам, парламентариям и военачальникам в поддержку манифеста от 21 апреля. Имена авторов не были указаны, но они описывали себя как действующих военнослужащих разных видов вооружённых сил и званий, не имеющих возможности выступить открыто, но любящих свою страну. К 1 часу ночи 10 мая воззвание подписали 36 тысяч человек.
20 мая 2022 года было сформировано правительство Элизабет Борн, в котором Парли не получила никакого назначения.

## Личная жизнь
Парли замужем за Мартином Виалем, руководителем Агентства государственного имущества Франции, уполномоченного представлять правительство в акционерных обществах с государственным участием. У супругов есть двое детей.

## Награды
- Кавалер ордена Почётного легиона (2009)[16]
- Офицер ордена «За заслуги» (2016)